# Tómei Jumi
Tómei Jumi (東明 有美; Hepburn: Tōmei Yumi) (Gifu, 1972. június 1. –) japán válogatott labdarúgó.

## Klub
1988 és 2000 között az Iga FC Kunoichi csapatában játszott. 183 bajnoki mérkőzésen lépett pályára és 31 gólt szerzett. 2000-ben vonult vissza.

## Nemzeti válogatott
1993-ban debütált a japán válogatottban. A japán válogatott tagjaként részt vett az 1995-ös, az 1999-es világbajnokságon és az 1996. évi nyári olimpiai játékokon. A japán válogatottban 43 mérkőzést játszott.

## Statisztika
| Japán válogatott | Japán válogatott | Japán válogatott |
| Időszak          | Mérk.            | gól              |
| ---------------- | ---------------- | ---------------- |
| 1993             | 2                | 2                |
| 1994             | 6                | 0                |
| 1995             | 8                | 3                |
| 1996             | 9                | 0                |
| 1997             | 6                | 1                |
| 1998             | 6                | 0                |
| 1999             | 6                | 0                |
| Összesen         | 43               | 6                |

## Sikerei, díjai
Japán válogatott
- Ázsia-kupa:  Ezüst; 1995,  Bronz; 1993, 1997

Klub
- Japán bajnokság: 1995, 1999

Egyéni
- Az év Japán csapatában: 1994, 1995, 1996, 1997, 1999